# Vaughan Oliver
Vaughan Oliver (* 12. September 1957 in Sedgefield County Durham; † 29. Dezember 2019 in London) war ein britischer Grafikdesigner.
Von 1976 bis 1979 studierte Oliver an der polytechnischen Hochschule in Newcastle-upon-Tyne Grafikdesign. 1980 zog es ihn nach London, wo er erst ein Jahr bei Benchmark und später zwei Jahre bei Michael Peters und Partner als Grafikdesigner arbeitete. Noch während seiner Arbeit für Michael Peters lernte er Ivo Watts-Russel, den Gründer des Independent Plattenlabels 4AD kennen. Zuerst arbeitete er als Freelancer für 4AD und schuf so grundlegend Corporate Identity und Artwork für das Label mit der ungewöhnlichen Musik. Ab 1983 wurde Oliver der erste Angestellte von Ivo Watts-Russel. Aus dieser Verbindung entstanden eine ganze Reihe von Platten- und CD-Cover, Poster und anderer bahnbrechender Grafikdesignarbeiten, die in den nachfolgenden Jahren und bis heute viele junge Grafikdesigner beeinflusste.
Zwischen 1980 und 1986 arbeitete Oliver zusammen mit Nigel Grierson, einem damaligen Student der Fotografie und Film an der Royal College of Art. Unter dem Namen 23 Envelope schufen sie das Coverartwork der Gruppen Modern English, Cocteau Twins und This Mortal Coil. Als Soloprojekte Olivers sind Xmal Deutschland, Colourbox und Clan of Xymox zu nennen. Die Zusammenarbeit mit Grierson endete 1986. Ab diesem Zeitpunkt trat der Design Absolvent Chris Bigg dem Designstudio 23 Envelope bei. Auch diese Zusammenarbeit war fruchtbar und brachte viele aufregende Designs hervor.
1988 schied Oliver aus der Festanstellung aus und arbeitete fortan als Freelancer und änderte den Namen des Designstudios in v23 um. Dies bedeutete allerdings in keiner Weise, dass die Arbeit für 4AD aufgegeben wurde; das Plattenlabel verschaffte ihm vielmehr die Hauptmotivation für seine fruchtbare Designarbeit. Das Wechseln zum Freelancerstatus brachte Oliver eher die Möglichkeit, auch außerhalb von 4AD für verschiedene Kunden zu arbeiten. In der Musiksparte arbeitete er für David Sylvian, The Psychedelic Furs und Venture Records. Er verwirklichte das „Traum-Tagebuch-Projekt“ für den japanischen Künstler Shinro Ohtake und Kyoto Shoin Publishers, schuf das Corporate Design für verschiedene Fernsehsendungen und Kanäle wie Documania für den spanischen Canal Plus oder Trailer für BBCs Gimme Eight und Snub TV. Ferner gestaltete er Plakate fürs Young Vic Theatre und den Choreographen Angelin Preljocaj, das Magazindesign für Raygun Publishing und verschiedene Buchumschläge.

## Bibliografie
- Lewis Blackwell: 20th Century Type. Lawrence King, London 1992, ISBN 1-85669-026-1.
  - Twentieth century type. Bangert, München 1992, ISBN 3-925560-61-0.
- Patricia Ellis (Hrsg.): Debrett’s People of Today. Debrett’s, London 1991, ISBN 1-870-52004-1.
- mit Rick Poynor: Exhibition/Exposition. Centre de Recherche pour le Développement Culturel, Nantes 1990/1991 (Ausstellungskatalog).
- Rick Poynor: Typography now. Internos Books, London 1991.
- zus. mit Rick Poynor: The Graphic Edge. Booth-Clibborn, London 1991, ISBN 1-873968-69-8.
- Anonymous, Musigraphics, PIE Books, Tokyo 1991
- Spencer Drate, Design for Music, PBC International, Inc., New York 1992
- Alan u. Isabella Livingston: The Thames and Hudson Encyclopedia of Graphic Design and Designers. Thames and Hudson, London 1992, ISBN 0-500-20259-1.
- Vaughan Oliver, Roger Dean, Storm Thorgerson: Album Cover Album 6. Olms, Zürich 1992, ISBN 3-283-00261-4.
- Anonymous, The Graphic Beat: London/Tokyo (vol. 2), PIE Books, Tokyo 1992
- Rick Poynor: Vaughan Oliver - Visceral Pleasures. Booth-Clibborn Editions, London 2000, ISBN 1-86154-072-8.
- zus. mit Rick Poynor: Exposition Vaughan Oliver v23. Nantes, 1991, ISBN 2-908267-05-5.
- VAUGHAN OLIVER and v23 POSTER DESIGNS. v23 publishing, London 2005.